# 1010 Marlene
Marlene (asteroide 1010) é um asteroide da cintura principal com um diâmetro de 43,47 quilómetros, a 2,6322169 UA. Possui uma excentricidade de 0,1027473 e um período orbital de 1 835,29 dias (5,03 anos).
Marlene tem uma velocidade orbital média de 17,38958832 km/s e uma inclinação de 3,907º.
Esse asteroide foi descoberto em 12 de novembro de 1923 por Karl Reinmuth.